# Chapelle Saint-Martin de Sablé-sur-Sarthe
La chapelle Saint-Martin était un lieu de culte catholique situé à Sablé-sur-Sarthe, dans la Sarthe. Construite en 1880, sa démolition a débuté le 17 juillet 2017.

## Description
La chapelle est édifiée en moellons calcaires et en pierres de taille. Sa charpente est en bois. Son toit principal est à longs pans recouvert de tuiles plates d'ardoise tandis que les toitures annexes possèdent des noues, des pignons couverts et des appentis massés.
Le clocher est surmonté d'une flèche polygonale. 
À l'intérieur, la nef est voûtée d'ogives. Les bas côtés sont étroits, en berceaux brisés transversaux.

## Histoire
Grâce au legs d'une habitante, Euphrasie Cosnard, de 90 000 francs, la construction d'une chapelle commence sur le terrain de son légataire Léandre Fillion en 1880, menée par l'architecte Ernest Rodier. L'architecte et l'entrepreneur avec lequel il travaille sont peu scrupuleux, puisque l'édifice manque de fondations. Une série de procès interrompt à plusieurs reprises le chantier, la ville assignant notamment les héritiers Fillion pour mauvaise construction dès février 1881, l'un des chapiteaux de l'église étant déjà en partie tombé.
Si la construction est officiellement terminée le 1er novembre 1881, la messe inaugurale n'est célébrée qu'en 1890 ; en août 1893, le tribunal condamne les Fillion à commencer les travaux de restauration. En 1902, le curé doyen de Sablé s'inquiète de la dégradation des voûtes de l'édifice, mais l'architecte délégué par la mairie n'y voit rien d'inquiétant. En 1921, la mairie envisage toutefois à nouveau des réparations, la faiblesse des fondations étant à contrer ; en 1980, le bâtiment, jugé dangereux, est désaffecté.
Elle est désacralisée en 2015, mais le chantier de démolition prend du retard en raison d'un désaccord entre la mairie et un des voisins de la chapelle. La destruction, en accord avec le diocèse, commence en juillet 2017, depuis la rue, et se termine en août. Un parking de quinze places doit être construit sur le site de l'édifice.

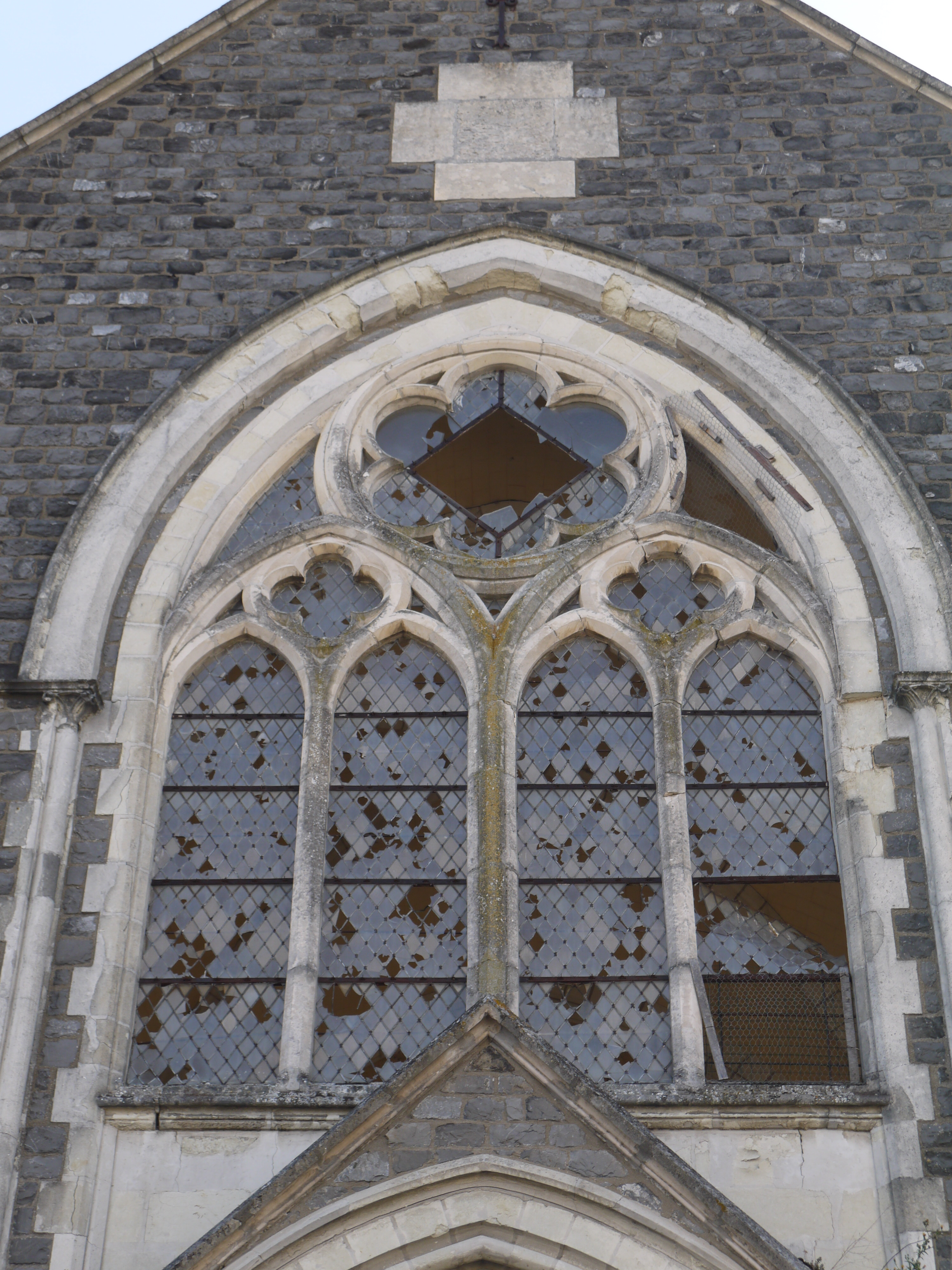
Les vitraux de la façade.
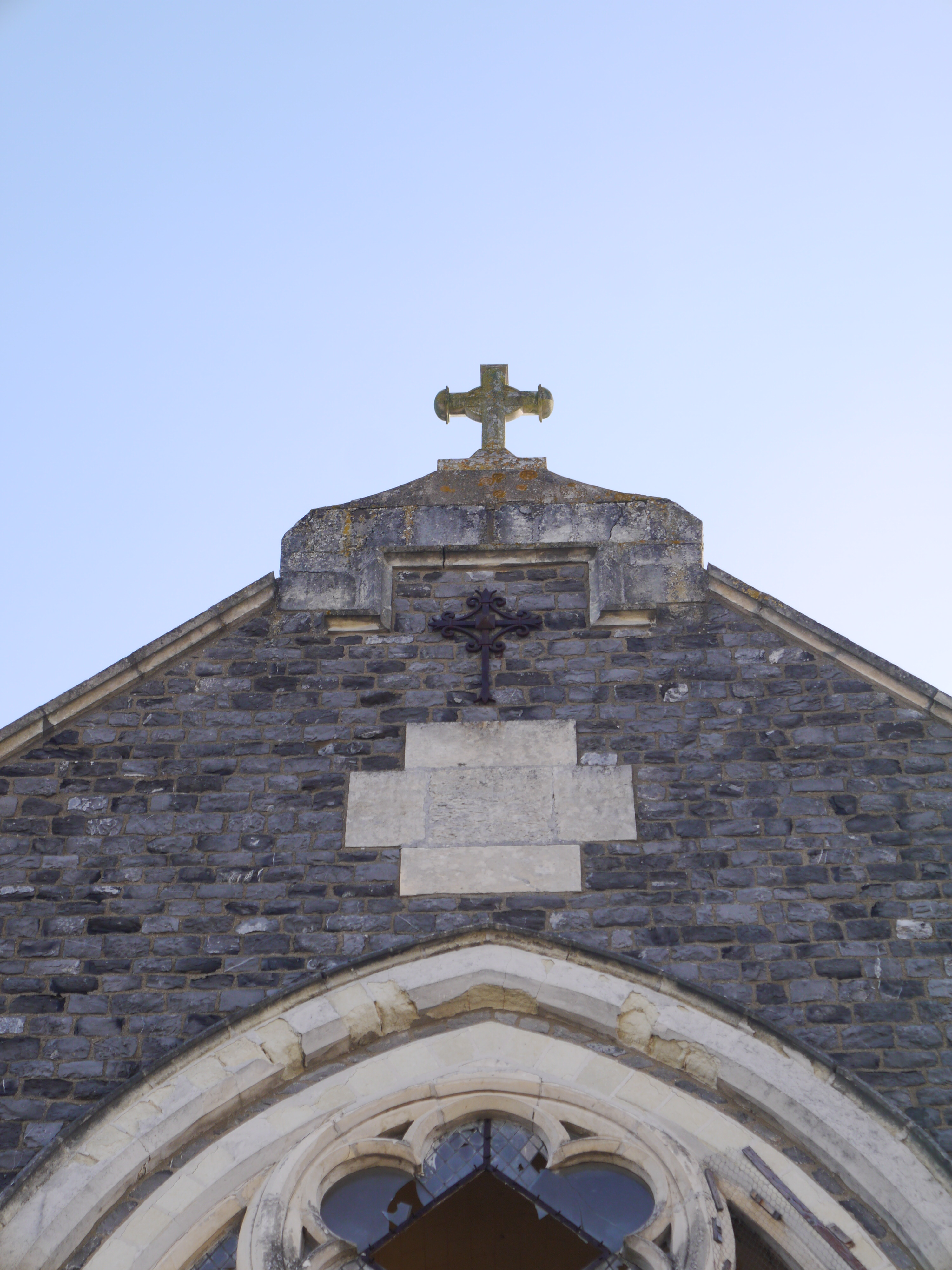
La croix de façade.
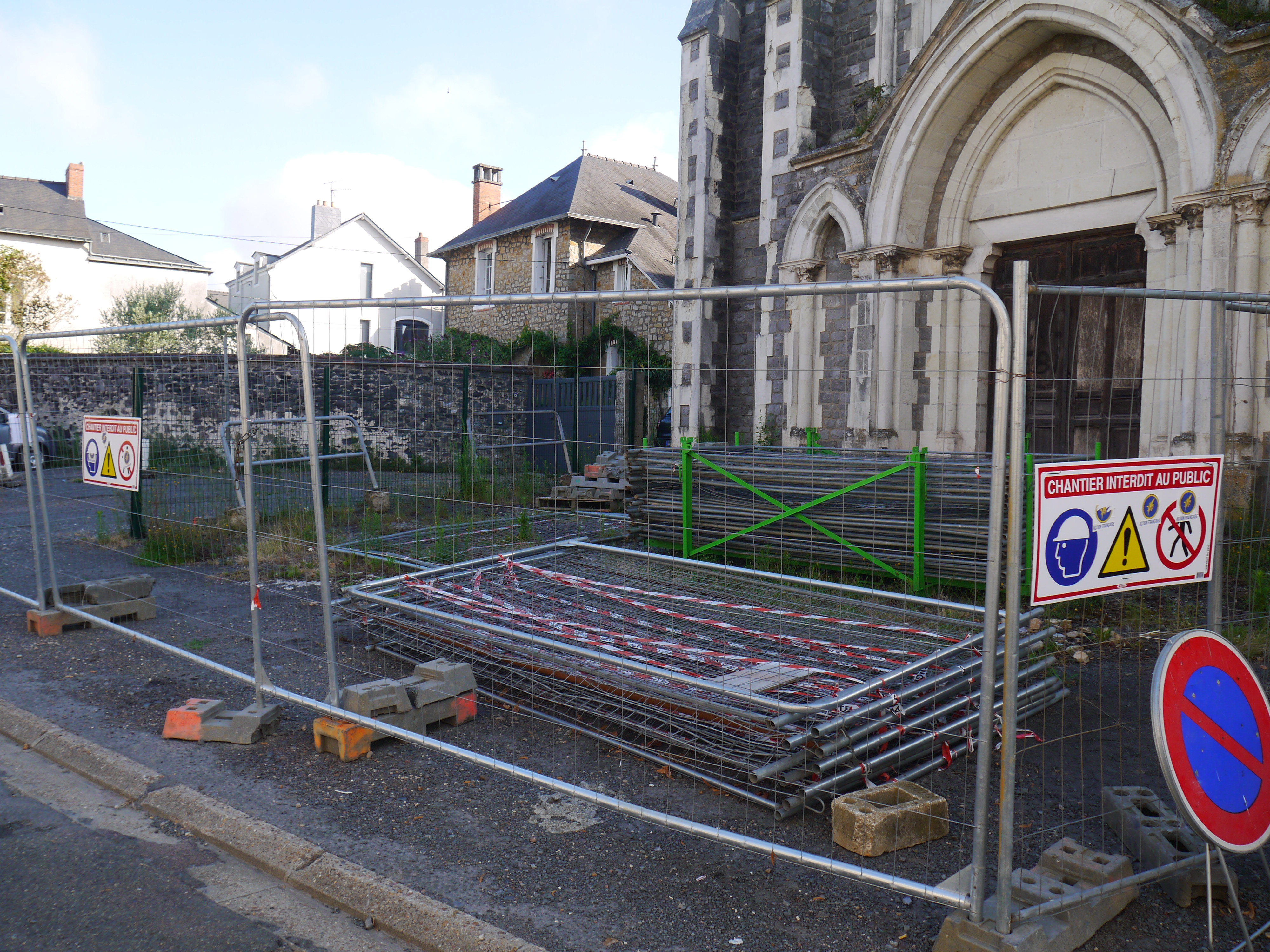
Le chantier de démolition en préparation sur le parvis.